# Журавское сельское поселение (Крым)
Журавское се́льское поселе́ние (укр. Журавське сільське поселення, крымскотат. Байрач кой юрту, Bayraç köy yurtu) — муниципальное образование в Кировском районе Республики Крым России, в долине реки Чорох-Су.
Административный центр — село Журавки.

## История
В 1923 году был создан Сеит-Элинский сельсовет, переименованный в 1945 году в Журавский.
Сельское поселение образовано в соответствии с законом Республики Крым от 5 июня 2014 года.

## Население
| 2001  | 2014  | 2015  | 2016  | 2017  | 2018  | 2019  |
| ----- | ----- | ----- | ----- | ----- | ----- | ----- |
| 5113  | ↘4398 | ↗4406 | ↗4444 | ↘4443 | ↗4450 | ↘4445 |
| 2020  | 2021  |       |       |       |       |       |
| ↗4476 | ↗4718 |       |       |       |       |       |

## Состав сельского поселения
| № | Населённый пункт | Тип населённого пункта       | Население |
| - | ---------------- | ---------------------------- | --------- |
| 1 | Журавки          | село, административный центр | ↘2666     |
| 2 | Видное           | село                         | ↘0        |
| 3 | Маковское        | село                         | ↘250      |
| 4 | Новопокровка     | село                         | ↘1350     |
| 5 | Тутовка          | село                         | ↗132      |